# プリンセス大阪
プリンセス大阪（プリンセスおおさか）は、大阪府および周辺の近畿地方に住む女子大生・社会人・高校生を対象としたミスコンテスト。全国展開されているミスコン「プリンセス (ミスコンテスト)」の近畿ブロック版である。

## 概要・経緯
もともとはプリンセス関西と称し、京都府・大阪府・兵庫県・滋賀県・奈良県・和歌山県の女子大生を対象としたミスコンであった。当初は近畿二府四県を「プリンセス京都」、「プリンセス大阪」、「プリンセス神戸」の3ブロックに大別して選考していた。
2010年以降のプリンセス (ミスコンテスト)の全国展開に伴い、2011年にプリンセス関西が名称変更してプリンセス大阪となった。
2011年9月29日に阪急西宮ガーデンズ内でプレイベントを開催し、加藤夏希がゲスト出演している。

## 表彰項目
公募で集まったエントリー者の中からグランプリ他各賞を選出。
- グランプリ
- 準グランプリ
- 特別賞
- PV賞
- スポンサー賞

## 過去出場者
- 水野絢可（2013年グランプリ、PV賞）[4]
- 西原啓子（2013年準グランプリ、Facebook賞）
- 本田麻実（2012年グランプリ）
- 白川泉（2012年準グランプリ）
- 牧野未佳（2012年特別賞）
- 見上智美（2012年PV賞）
- 井原ひかり（2011年グランプリ）
- 田中梨乃（2011年準グランプリ）
- 藤原侑香（2011年特別賞）
- 西村彩花（2011年PV賞）
- 綾音らん（2011年さがの館賞）
- 小野実由（2011年ソフトコミュニケーションズ賞）